# ديفيد هولدسورث
ديفيد هولدسورث (بالإنجليزية: David Holdsworth)‏ هو لاعب كرة قدم ومدرب كرة قدم بريطاني في مركز الدفاع، ولد في 8 نوفمبر 1968 في Walthamstow ‏ في المملكة المتحدة. شارك مع منتخب إنجلترا تحت 21 سنة لكرة القدم. أما مع النوادي، فقد لعب مع برمنغهام سيتي وبولتون واندررز وشيفيلد يونايتد ونادي سكاربورو ونادي واتفورد ونادي والسول.

## وصلات خارجية
- ديفيد هولدسورث على موقع قاعدة بيانات كرة القدم.إي يو (الإنجليزية)
- ديفيد هولدسورث على موقع Soccerbase.com (لاعب) (الإنجليزية)
- ديفيد هولدسورث على موقع Soccerbase.com (مدرب) (الإنجليزية)
- ديفيد هولدسورث على موقع عالم كرة القدم.نت (الإنجليزية)